# Zastava Brazilije
Zelena barva v Brazilski zastavi predstavlja tropske deževne gozdove, rumena prikazuje Brazilska rudna bogastva,
modra predstavlja nočno nebo, 27 zvezdic prikazuje enotnost geslo pa red in napredek.